# Козятагъ
Козятагъ (на турски: Kozyatağı) е квартал в район Кадъкьой в Истанбул, Турция. Населението му е 37 743 души към 2022 г. Намира се на изток от Гьозтепе, северозападно от Бостанджъ, южно от Аташехир и на север от крайбрежните квартали.

## Транспорт
M4 и планираните линии на метрото M8 минават през Козятагъ, заедно с много автобусни линии и микробуси. Освен това е лесно достъпен по магистрала D-100. Козятагъ няма излаз на море, но фериботите в Кадъкьой и Бостанджъ могат да бъдат достигнати лесно.

## Заобикаляща среда
Районът се състои предимно от жилищни сгради, търговски центрове и площади. Високите сгради не са често срещани в анадолската страна, с изключение на Козятагъ, Аташехир и още няколко района. Има и много паркове и зелени площи.